# HOROSCOPE
『HOROSCOPE』（ホロスコープ）は、シブがき隊の10枚目のオリジナル・アルバム。1986年12月21日に発売。

## 収録曲
- SIDE A

1. HOROSCOPE（Instrumental）〜星達の伝説
作曲・編曲：中村哲〜作詞：北野秋男／作曲：後藤次利／編曲：中村哲
2. 雨とタップダンス
作詞：森雪之丞／作曲：小路隆／編曲：中村哲
3. POOL-SIDE CLASH
作詞：森雪之丞／作曲：井上ヨシマサ／編曲：鷺巣詩郎
4. 哀しみのLast Summer -布川敏和
作詞・作曲：布川敏和／編曲：中村哲
5. 硝子色メモリー
作詞：森雪之丞／作曲：小路隆／編曲：中村哲
6. アンドロメダの涙
作詞：森雪之丞／作曲：井上ヨシマサ／編曲：鷺巣詩郎

- SIDE B

1. 恋人達のBlvd.
作詞：尾関裕司・森雪之丞／作曲：尾関裕司／編曲：戸田誠司
2. POISON
作詞：細田博子／作曲：小路隆／編曲：新川博
3. MAD BOY -本木雅弘
作詞・作曲：本木雅弘／編曲：中村哲
4. 陽気なHoly Night
作詞：川崎聖子／作曲：平井夏美／編曲：鷺巣詩郎
5. AQUARIUS -薬丸裕英
作詞・作曲：薬丸裕英／編曲：小林信吾
6. 寒い国のマドンナ
作詞：森雪之丞／作曲：小路隆／編曲：中村哲
7. 愛をありがとう
作詞：森雪之丞／作曲：井上ヨシマサ／編曲：中村哲